# Euphorbia exstipulata
Euphorbia exstipulata là một loài thực vật có hoa trong họ Đại kích. Loài này được Engelm. mô tả khoa học đầu tiên năm 1858.